# Jonah Rausch
Jonah Rausch (* 1990) ist ein deutscher Schauspieler und Synchronsprecher.

## Leben
Jonah Rausch absolvierte seine Schauspielausbildung von 2013 bis 2015 an der Film Acting School Cologne. Er stand in mehreren Theaterstücken auf der Bühne, so beispielsweise auch in Ein Sommernachtstraum oder in Die Schneekönigin. Seit 2015 wirkte er in mehreren Fernsehserien als Schauspieler mit. Einem breiten Publikum bekannt wurde er im Jahr 2017 als schwer an Krebs erkrankter Patient Dominik Lorenz in der Serie In aller Freundschaft, wo er nach vier Folgen den Serientod starb.
In dem belgischen Kinderfilm Robbi, Tobbi und das Fliewatüüt lieh er dem Roboter Robbi seine Stimme. Jonah Rausch wohnt in Köln.

## Filmografie
- 2015: Marie Brand und der schöne Schein (TV-Reihe)
- 2015: Weinberg (Mini-Serie)
- 2016: Robbi, Tobbi und das Fliewatüüt (Stimme)
- 2016–2022: Bettys Diagnose (Fernsehserie, 2 Folgen)
- 2017: In aller Freundschaft (Fernsehserie, 4 Folgen)
- 2017: SOKO Köln (Fernsehserie, 1 Folge)
- 2019–2021: Der Lehrer (Fernsehserie, 17 Folgen)
- 2022: WaPo Duisburg (Fernsehserie, 1 Folge)